# Ahuatepec, Hueyapan
Ahuatepec är en ort i Mexiko.   Den ligger i kommunen Hueyapan och delstaten Puebla, i den sydöstra delen av landet, 180 km öster om huvudstaden Mexico City. Ahuatepec ligger 1 742 meter över havet och antalet invånare är 975.
Terrängen runt Ahuatepec är huvudsakligen kuperad, men norrut är den bergig. Terrängen runt Ahuatepec sluttar norrut. Runt Ahuatepec är det tätbefolkat, med 343 invånare per kvadratkilometer. Närmaste större samhälle är Teziutlan, 9,6 km sydost om Ahuatepec. Omgivningarna runt Ahuatepec är en mosaik av jordbruksmark och naturlig växtlighet.